# María Josefa Gertrudis Wolff von Gudenberg
María Josefa Gertrudis Wolff von Gudenberg, baronesa y condesa viuda (desde 1695) de Berlepsch, españolizado a Berlips, y, luego, por burla popular del apellido, conocida como La Perdiz, (Langenschwarz, cerca de Burghaun, Hessen, 1654-1657 - señorío de Myllendonk, islas del río Niers, Renania del Norte-Westfalia, 1723) fue una noble y cortesana del séquito de la reina Mariana de Neoburgo.

## Biografía

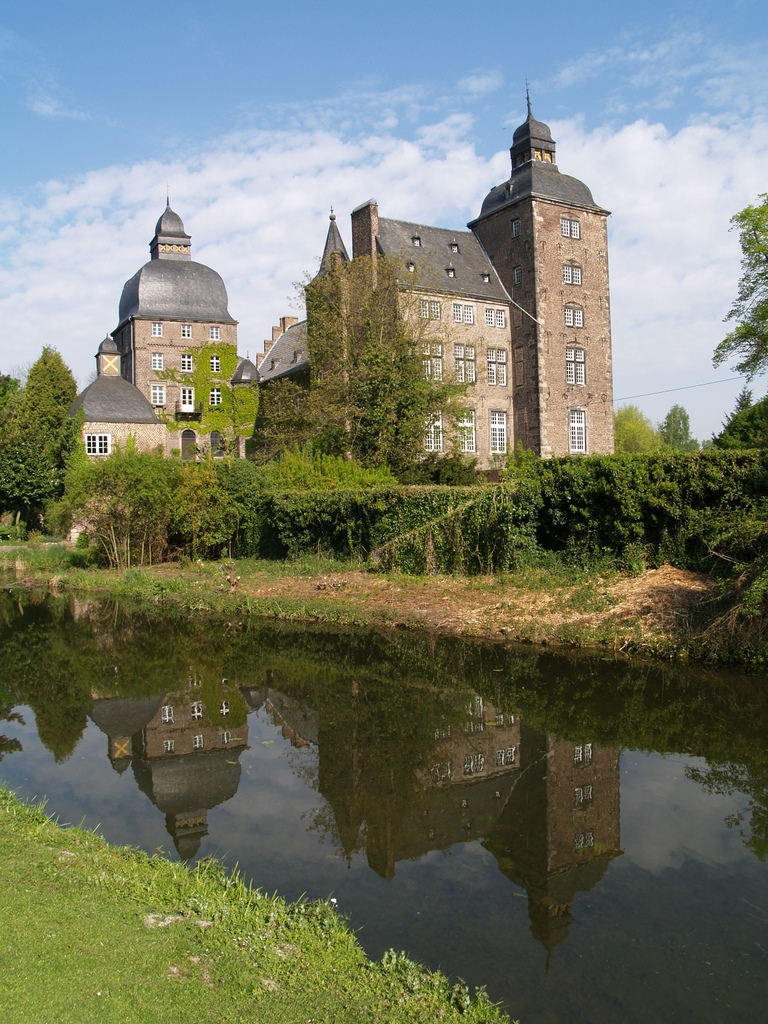
Castillo de Myllendonk

Nació en el seno de una familia protestante de Hesse, los Wolff von Gudenberg. Era hija de Adán Erboldo Wolff von Gudenberg y Ana Catalina von Buchenau.
Contrajo matrimonio con el barón Guillermo Luis de Berlepsch de Eichenzell. Este fallecería en 1676 mientras participaba con las tropas imperiales en el sitio de Philippsburgo, en el marco de la guerra franco-neerlandesa. María Josefa quedaría viuda y con dos hijos varones.
En 1689, Mariana de Neoburgo, hija del Felipe Guillermo del Palatinado, contrajo matrimonio con Carlos II de España. María Josefa acompañó a la nueva reina en su viaje a España vía Inglaterra, debido a la imposibilidad de cruzar Francia por la guerra de los Nueve Años.
En España formará parte de la camarilla de la reina Mariana de Neoburgo, junto con otros alemanes como Enrique Wiser, secretario de la reina y diplomático al servicio del Palatinado, a quien el populacho apodó "el Cojo"; el médico Cristián Geleen, o los sucesivos confesores: el jesuita Francisco Rhem y el capuchino Gabriel de Chiusa, que fueron satirizados bajo el personaje de fray Froilán Díaz en el drama romántico de Antonio Gil de Zárate Carlos II, el Hechizado; Juan de Angulo, apodado "el Mulo"; Alonso Cabrera, Bartolomé Espejo, Pedro Núñez de Prado o Pedro de la Cerda, III conde de Baños. María Josefa mantuvo correspondencia con Juan Guillermo del Palatinado y otros soberanos europeos. 
La camarilla alemana fue acusada por sus contemporáneos de haber divulgado sucesivos embarazos ficticios de la reina y de haber sometido al rey a un ridículo exorcismo, creyéndolo hechizado, con lo que se motivó el desprecio popular, expreso a través de los motes y de seguidillas satíricas como esta:

La Perdiz, poderosa / más que el Monarca, / cuando quiere, a la Reina / la hace preñada.

Además, se dedicó a la venta de empleos y cargos públicos y diplomáticos (de los que se llevaba la parte del león la reina, y la camarilla diversas comisiones y astillas) y de favorecer los intereses del Palatinado en la corte española. En la corte española consiguió algunas mercedes para sus hijos: Sitigio sería ordenado caballero de Alcántara a finales de 1694 y en el mismo año Pedro fue nombrado archimandrita del monasterio del Santísimo Salvador en Mesina. Además Sitigio sería nombrado enviado extraordinario del rey de Polonia en Madrid el 9 de noviembre de ese año.
Tras el poco violento, pero trascendente motín de los gatos en 1699 y el fallecimiento del rey Carlos II poco después, acosada por las denuncias de corrupción del cardenal Portocarrero, proborbónico, se decidió expulsarla, lo que no quería sino con una exorbitante compensación económica; solo se le dio el título de dama de honor en la corte de Viena, y salió de España con escolta militar el 25 de marzo de 1700 para volver a Alemania en compañía de un crecido séquito que incluía a la enana Barbarica, que había llegado a España con la reina Mariana.El emperador José I elevó a María Josefa y sus hijos, nueras y nietos, al rango de condes del Imperio incorporándolos al Reichsgrafenstand el 4 de septiembre de 1705.
En 1706 María Josefa fundó en Praga el convento o institución de damas nobles de los Santos Ángeles, de la que sería nombrada abadesa y por este motivo fue elevada por el emperador José al rango de princesa del Imperio (Reichsfürstin), de forma personal.Fue la última representante de su rama familiar, los Wolff von Gudenberg, por lo que sus hijos pudieron incorporar las armas de esta familia a sus escudos de armas familiares.
Falleció en el castillo de Myllendock (Westfalia), en el señorío homónimo que había adquirido en 1701.

## Matrimonio e hijos
De su matrimonio con el barón Guillermo Luis de Berlepsch de Eichenzell, nacieron dos hijos:
- Sitigo Erboldo (1673-1712), casado con María Maximiliana de Stadion, con descendencia.[12][13][5]
- Pedro Felipe (1676-Viena, 1721), casado con su prima hermana María Katharina von Cramm. Con anterioridad había sido archimandrita del monasterio del Santísimo Salvador en Mesina y canónigo de la catedral de Constanza.[14]